# Asplenia chloridina
Asplenia chloridina là một loài bướm đêm trong họ Noctuidae.